# 4263 Abashiri
A 4263 Abashiri (ideiglenes jelöléssel 1989 RL2) a Naprendszer kisbolygóövében található aszteroida. Janai Maszajuki és Vatanabe Kazuró fedezte fel 1989. szeptember 7-én.